# Albert Maori Kiki
Sir Albert Maori Kiki, né le 21 septembre 1931 dans le village d'Orokolo et mort le 13 mars 1993 à Port-Moresby, est un syndicaliste, écrivain et homme d'État papou-néo-guinéen. Il est considéré comme l'un des pères fondateurs du pays.

## Biographie
Maori Kiki naît dans la région du Golfe du Territoire de Papouasie, colonie australienne. Il est le fils d'un policier autochtone colonial, et est issu du peuple parevavo, à proximité de la rivière Purari. Il est éduqué dans une école établie par la Société missionnaire de Londres, puis enchaîne les petits emplois. Alors qu'il est aide-soignant à l'hôpital de Kerema, un médecin devient son mentor et obtient qu'il puisse étudier à l'École centrale de Médecine des Fidji. Maori Kiki échoue à ses études de médecine mais découvre aux Fidji l'existence d'organisations syndicales, ainsi qu'une « plus grande égalité raciale dans la vie quotidienne » qu'en Papouasie. Il adopte le prénom « Albert » en reconnaissance du médecin de Kerema, Albert Speer, et revient en Papouasie en 1957. Il épouse une infirmière, Elizabeth Miro, l'année suivante.
Employé comme technicien de laboratoire à l'hôpital général de Port-Moresby, il co-fonde en 1960 le premier syndicat de l'histoire du pays, l'association des Travailleurs de Papouasie et de Nouvelle-Guinée (Papua and New Guinea Workers’ Association). En 1967, il co-fonde un parti politique, le Pangu Pati, avec Michael Somare, jeune fonctionnaire autochtone, et Barry Holloway, jeune officier colonial australien partisan de l'indépendance. Albert Kiki est le secrétaire inaugural du parti, et fait campagne activement pour l'égalité civique et pour l'autonomie politique.
Il se présente sans succès aux élections de 1968 pour la Chambre d'Assemblée coloniale. Cette même année il publie son autobiographie avec l'aide d'Ulli Beier, faisant de lui « le premier écrivain significatif » du pays. Il est élu conseiller municipal pour Port-Moresby en 1971, puis député à la Chambre d'Assemblée en 1972. Dans le gouvernement autonome que mène Michael Somare, il est nommé ministre des Terres et de l'Environnement. La Papouasie-Nouvelle-Guinée accède à la pleine indépendance en 1975, et Albert Kiki est nommé vice-Premier ministre et ministre de la Défense dans le gouvernement Somare. Il est fait chevalier de l'ordre de l'Empire britannique en 1975 également.
La perte de son siège de parlementaire aux élections de 1977 (il défie sans succès Josephine Abaijah dans sa circonscription du District de la capitale nationale) met fin à sa carrière politique. Il devient membre du comité de direction d'une compagnie d'assurance, et meurt subitement à son domicile à Port-Moresby en 1993.